# Ángel Álvarez Caballero
Ángel Álvarez Caballero (Valladolid, 1928-Madrid, 26 de agosto de 2015) fue un periodista, escritor y crítico flamenco español, que desarrolló la mayor parte de su trabajo en el diario El País (1981-2012).

## Biografía
Ángel Álvarez perteneció a una generación de estudiosos del flamenco que pudo ayudar a la revalorización del mismo dentro de la cultura española y contribuir de forma decisiva a su difusión popular y, también, académica, siendo pieza fundamental en la sistematización y rigor en su estudio. Se le ha considerado como un «referente absoluto en el flamenco, pionero en la crítica y muy valorado y respetado por sus colegas y los artistas».
Fue autor de varias obras claves sobre el flamenco, en especial su trilogía editada por Alianza entre 1994 y 2003: El cante flamenco (1994), El baile flamenco (1998) y El toque flamenco (2003). Del conjunto de sus obras colectivas, sobresale Tratado de la bata de cola (2003), escrito con Matilde Coral a la que homenajea el libro, e ilustrado por Juan Valdés. El bailarín, Antonio Gades, consideraba su obra sobre el baile, «asignatura obligatoria» para los que quisieran dedicarse a la profesión.
En su recorrido profesional, no faltaron las colaboraciones con las casas discográficas en las ediciones de piezas flamencas (EMI, Hispavox, y otras), así como el asesoramiento musical a Mario Camus para la adaptación al cine de la lorquiana pieza teatral, La casa de Bernarda Alba (1987). Participó como jurado en numerosos premios y concursos, entre los que destaca el Festival del Cante de las Minas, Bienal de Flamenco de Sevilla o el Festival de Jerez. Fue miembro de número de la cátedra de Flamencología de Jerez de la Frontera y Premio Castillete de Oro de La Unión.

## Fondo bibliográfico
En 2017, tras su fallecimiento, su fondo bibliográfico fue donado al Centro Andaluz de Flamenco

## Obras
- Historia del cante flamenco, Alianza, 1981. (ISBN 84-206-1836-5)
- El cante flamenco, Alianza, 1994. (ISBN 84-206-9682-X)
- Arte flamenco, Orbis, 1994. (ISBN 84-402-1700-5)
- Pilar López: una vida para el baile, XXXVII Festival Cante Minas, La Unión (Murcia), 1997.
- El baile flamenco, Alianza, 1998. (ISBN 84-206-4549-4)
- El toque flamenco, Alianza, 2003. (ISBN 84-206-2944-8)
- El cante flamenco, Alianza, 2004. (ISBN 84-206-4325-4)
- Tratado de la bata de cola: Matilde Coral: una vida de arte y magisterio, (con Matilde Coral y Juan Valdes), Alianza, 2003. (ISBN 84-206-4057-3)